# Otto Kallscheuer

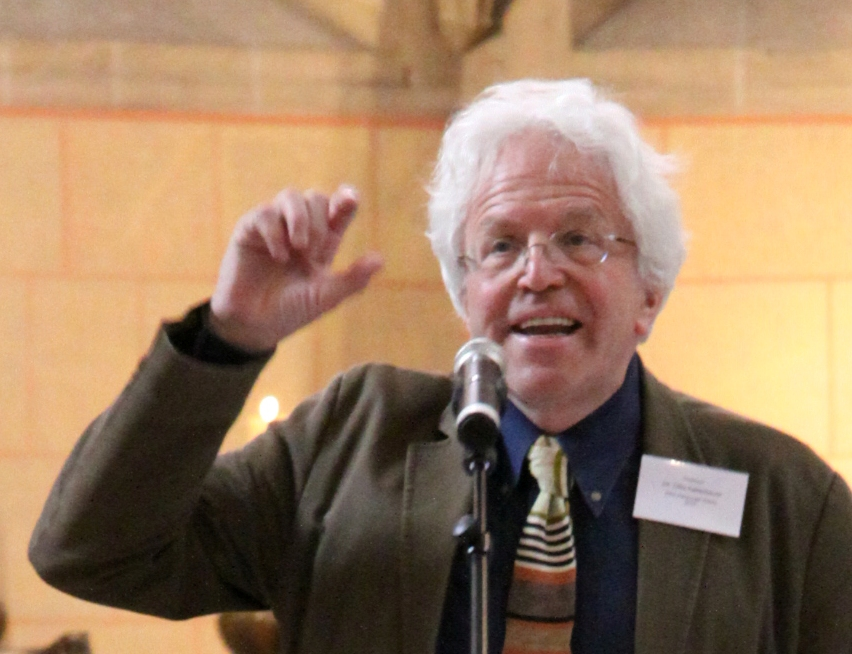
Otto Kallscheuer (2011)

Otto Kallscheuer (* 1950 in Brühl bei Köln) ist ein deutscher Politikwissenschaftler und Philosoph.

## Wirken
Kallscheuer war von 1977 bis 1982 Assistent an der Freien Universität Berlin, danach Lektor des Berliner Rotbuch Verlags. Er promovierte 1984 an der Universität Frankfurt. 1993 bis 1994 war er Mitglied des Institute for Advanced Study in Princeton, 1999 war er Dozent bei den Salzburger Hochschulwochen und von 2005 bis 2006 Professor an der Freien Universität Berlin. Weitere Forschungs- und Lehrstätten waren Neapel, Wien und Luzern.
Otto Kallscheuer hat zahlreiche Schriften verfasst, auch zu Fragen der Theologie und Religion in der Moderne. In diesem Zusammenhang gab er 1990 seine eigene Konfession als „rheinisch-katholisch“ an.
Neben seinen Buchveröffentlichungen als Autor und Herausgeber schrieb er Aufsätze für die Blätter für deutsche und internationale Politik, die Frankfurter Hefte, das Kursbuch, Leviathan und das Forschungsjournal Neue Soziale Bewegungen sowie für überregionale Zeitungen wie die Neue Zürcher Zeitung, die Süddeutsche Zeitung und Die Zeit.
Zu seinen Forschungsschwerpunkten gehören die Philosophien von Hannah Arendt und Norberto Bobbio.
Kallscheuer lebt in Sassari auf Sardinien und in Berlin.

## Werke

### Monografien
- Marxismus und Erkenntnistheorie in Westeuropa. Eine politische Philosophiegeschichte. Campus, Frankfurt am Main  1986, ISBN 3-593-33595-6
- Und jetzt wohin? Zur Zukunft der Linken (mit André Gorz). Rotbuch, Berlin 1991, ISBN 3-88022-046-8.
- Glaubensfragen. Über Karl Marx & Christus & andere Tote. Frankfurter Verlags-Anstalt, Frankfurt am Main 1991, ISBN 3-627-10250-9.
- Gottes Wort und Volkes Stimme. Glaube – Macht – Politik. Fischer Taschenbuch, Frankfurt am Main 1994, ISBN 3-596-12235-X.
- Die Wissenschaft vom lieben Gott. Eine Theologie für Recht- und Andersgläubige, Agnostiker und Atheisten. Eichborn (Die andere Bibliothek 249), Frankfurt am Main 2006; Piper, München 2008, ISBN 978-3-492-25221-8.
- Zur Zukunft des Abendlandes. Essays. Zu Klampen, Springe 2009, ISBN 978-3-86674-040-2.
- Der Papst in dieser Zeit. Die Zukunft einer Institution. Berenberg, Berlin 2016. ISBN 978-3-937834-78-8.
- Papst und Zeit: Heilsgeschichte und Weltpolitik, MSB Matthes & Seitz Berlin Verlagsgesellschaft, Berlin 2024, ISBN 978-3-7518-2015-8.

### Herausgeberschaft
- mit Elmar Altvater: Den Staat diskutieren. Kontroversen über eine These von Althusser, Berlin 1979, ISBN 978-3-88245-204-4.
- Die Grünen – letzte Wahl? Vorgaben in Sachen Zukunftsbewältigung. Rotbuch, Berlin 1986, ISBN 3-88022-318-1
- Michael Walzer: Zivile Gesellschaft und amerikanische Demokratie. Rotbuch, Berlin 1992; Fischer Taschenbuch, Frankfurt am Main 1996, ISBN 3-596-13077-8
- Das Europa der Religionen. Ein Kontinent zwischen Säkularisierung und Fundamentalismus. Fischer, Frankfurt am Main 1996, ISBN 3-10-040212-X
- Norberto Bobbio: Ethik und die Zukunft des Politischen. Wagenbach, Berlin 2009, ISBN 978-3-8031-2622-1

### Rezensionen
- dradio.de von Marius Meller zu Die Wissenschaft vom lieben Gott im Deutschlandfunk am 13. Februar 2007
- NZZ zu Die Wissenschaft vom lieben Gott in Neue Zürcher Zeitung vom 3. Juni 2006
- zeit.de von Eckhard Nordhofen zu Die Wissenschaft vom lieben Gott in Die Zeit Nr. 38 vom 14. September 2006

| Personendaten    | Personendaten                                  |
| ---------------- | ---------------------------------------------- |
| NAME             | Kallscheuer, Otto                              |
| KURZBESCHREIBUNG | deutscher Politikwissenschaftler und Philosoph |
| GEBURTSDATUM     | 1950                                           |
| GEBURTSORT       | Brühl (Rheinland)                              |